# Greg Barton
	Gregory Mark „Greg” Barton (ur. 2 grudnia 1959 w Jackson w stanie Michigan) – amerykański kajakarz. Wielokrotny medalista olimpijski.
Na igrzyskach startował trzykrotnie (IO 84, IO 88, IO 92), za każdym sięgając po medale. Pierwszy – brązowy – wywalczył w Los Angeles w jedynce na dystansie 1000 metrów. W Seulu sięgnął po dwa złote medale, w jedynce i dwójce – partnerował mu Norman Bellingham. W Barcelonie ponownie wywalczył brąz. Ma w dorobku sześć medali mistrzostw świata, wywalczonych w latach 1985–1991, w tym cztery złote (K-1 1000 m: 1987, K-1 10 000 m: 1985, 1987, 1991).
W 1987 zdobył dwa złote medale igrzysk panamerykańskich.
Jego brat Bruce także był olimpijczykiem (IO 76).